# Sistema rotale
Il sistema rotale, dalla parola dell'antico slavo ecclesiastico per "famiglia"; o sistema lestva, dalla parola dell'antico slavo ecclesiastico per "scala" o "scalinata", era un sistema di successione collaterale praticato (anche se imperfettamente) nella Rus' di Kiev e in seguito appannaggio del Granducato di Mosca, in cui il trono passava non linearmente da padre in figlio, ma lateralmente da fratello a fratello (di solito al quarto fratello) e poi al figlio maggiore del fratello maggiore che era succeduto al trono. Il sistema fu razionalizzato da Jaroslav I il Saggio, che assegnò a ciascuno dei suoi figli un principato basato sull'anzianità, sebbene precedesse il suo regno e fu usato anche tra i norvegesi della Gran Bretagna e dell'Irlanda.
Quando Jaroslav morì, il successivo principe più anziano si trasferì a Kiev e tutti gli altri cambiarono principato, risalendo la scala verso il trono. Solo quei principi i cui padri avevano detenuto il trono erano eleggibili per il collocamento nella rotazione; quelli i cui padri premorirono ai loro nonni erano noti come izgoi, principi "esclusi" o "orfani".
Il concetto fu notato per la prima volta da Sergej Michajlovič Solov'ëv, e successivamente riassunto da Vasilij Osipovič Ključevskij, ma negli anni successivi il sistema di rotazione, presentato come strutturato e istituzionalizzato, fu criticato da alcuni, che dubitavano completamente che fosse esistito un tale sistema di successione al trono della Rus' di Kiev. In effetti, studiosi come Sergeevič e Budovnitz sostenevano che la guerra intestina apparentemente senza fine guerra tra i principi di Kiev indicasse la totale mancanza di un sistema di successione stabilito. Altri hanno modificato il sistema, ma non lo hanno completamente abbandonato, come A.D. Stokes, che negava che vi fosse mai stata una gerarchia geografica di principati ma che vi fosse una gerarchia dei principi stessi. Janet Martin sosteneva che il sistema, in effetti, funzionava e che le guerre interpretate non indicavano la rottura o l'assenza del sistema, ma l'ulteriore raffinamento dello stesso man mano che la dinastia cresceva in termini di dimensioni e che le relazioni divenivano più complesse. Ogni nuova esplosione di violenza affrontava un nuovo problema piuttosto che rimettere in discussione vecchie dispute.
Il sistema di rotazione venne modificato dalla conferenza tenutasi a Ljubeč, vicino a Černihiv, nel nord dell'Ucraina, nel 1097. Alcune terre vennero concesse come terre patrimoniali, cioè terre ereditate al di fuori del sistema di rotazione. Queste terre non venivano perse da un principe quando il trono di Kiev diveniva vacante, e servivano come terre centrali che crebbero in principati semi-indipendenti (se non addirittura indipendenti) nei secoli successivi alla Rus' di Kiev, portando alcuni storici a sostenere che quel principato cessò di essere uno stato unitario. Dopo questa conferenza, il sistema rota continuò a funzionare all'interno di questi principati patrimoniali almeno fino all'invasione mongola. Il sistema continuò, per quanto riguarda il trono di Kiev, anche dopo il 1113 e fino all'invasione mongola.
Il sistema rotale, in alcuni aspetti, sopravvisse alla Rus' di Kiev di oltre un secolo. In effetti, la guerra civile moscovita (1425-1453) tra Basilio II di Russia e Dmitrij Šemjaka scoppiò proprio per questo problema. Il padre di Šemjaka, Jurij di Zvenigorod, sosteneva di essere il legittimo erede al trono del principato di Vladimir-Suzdal' attraverso la successione collaterale. Tuttavia, il fratello maggiore di Jurij, Basilio I aveva passato il trono a suo figlio Basilio II. Dmitrij e i suoi fratelli continuarono a premere sul trono del padre e della loro stirpe, portando alla guerra aperta tra Basile II e Šemjaka che portò alla breve estromissione e all'accecamento di Basilio, e all'omicidio di Dmitrij per avvelenamento avvenuto a Velikij Novgorod nel 1453. Anche prima della guerra civile, però, il padre di Basilio I, Demetrio, aveva, in effetti, passato il trono a Basilio secondo un sistema di successione lineare piuttosto che collaterale. Il problema non venne alla luce fino alla morte di Basilio, perché era il maggiore della sua generazione ed era quindi il legittimo successore sia secondo la successione lineare che secondo quella collaterale. Così fu solo con Basilio II che i principi moscoviti poterono finalmente rompere la lunga tradizione della successione collaterale e stabilire un sistema di successione al trono moscovita di tipo lineare. In tal modo, mantennero il potere a Mosca, piuttosto che vederlo passare ad altri principi di altre città.